# Makoto Tsubasa

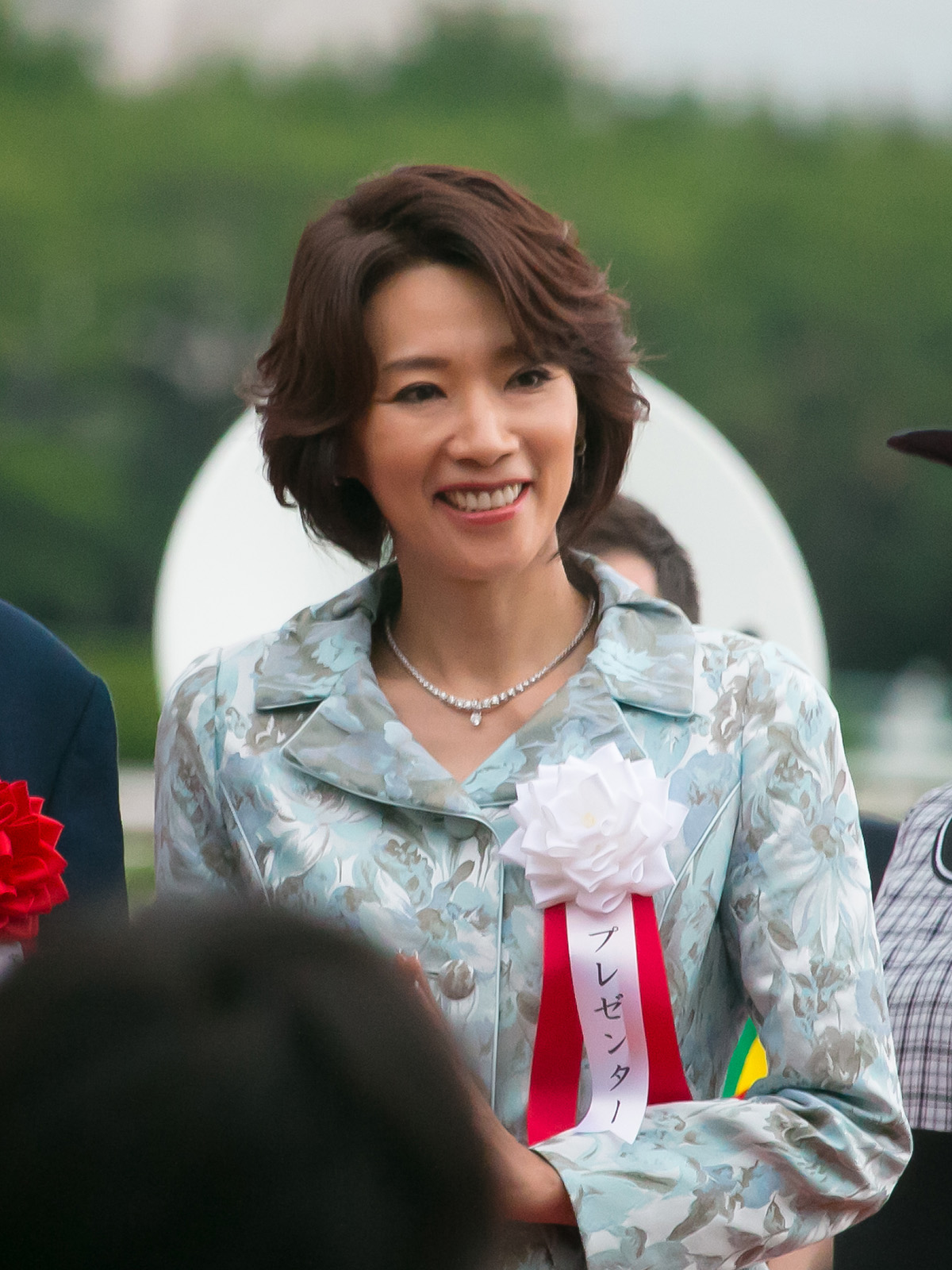
Makoto Tsubasa

Makoto Tsubasa (jap. 真琴 つばさ Tsubasa Makoto; * 25. November 1964 in Tokio; bürgerlicher Name: 保川 真名美, Yasukawa Manami) ist eine japanische Tänzerin, Moderatorin, Sängerin, Schauspielerin, Synchronsprecherin und Produzentin.

## Leben und Werk
Von 1997 bis 2001 war Tsubasa Mitglied der Musiktheatergruppe Takarazuka Revue und einer der Stars der Tsukigumi (Mondtruppe) des Theaters. Sie war eine sogenannte Otokoyaku, also auf Männerrollen spezialisiert. In ihrer letzten Rolle spielte sie den jungen Octavian in der Takarazuka-Version des Rosenkavaliers Ai no Sonata (Liebessonate).
Sie arbeitete parallel beim Takarazuka Pay-TV-Sender Sky Stage als Produzentin und moderierte dort auch eine Sendung.
Des Weiteren hatte sie seit 2004 häufig Auftritte in Fernseh-Shows, Soaps (zum Beispiel Namida no Ondo) sowie Rollen als Synchronsprecherin und in Musicals. Außerdem hält sie regelmäßig Konzerte ab.
In den letzten Jahren hat sie sich wieder verstärkt ihrer Gesangs- und Theaterkarriere gewidmet. Sie tritt auch immer wieder bei Takarazuka-Shows als besonderer Gast auf.

## Diskografie
Alben
- 2003: Everyone
- 2004: Heal
- 2005: Luminous

Maxi-CD
- 2001: Eden, mit Dan Rei, Shiomi Maho, Oozora Yuuhi, Kiriya Hiromu, Yamato Yuuga
- 2003: Kira
- 2003: Kiseki No Tsubasa
- 2004: Winter Dust